# 螺旋度
在粒子物理学中，螺旋度(英語:helicity)指的是角动量在动量方向上的投影。这里的角动量J →指的是轨道角动量L →与自旋S →的和。由于L →与位置算符r→及动量算符p→存在这样的关系：
{\displaystyle {\vec {L}}={\vec {r}}\times {\vec {p}}}，
因而L →在p→方向上的分量为零。因此，螺旋度只是自旋在动量上的投影。这个量是守恒的。
由于自旋的轴向本征值是分立的，因而螺旋度的本征值也是分立的。对于一个自旋为S的粒子，其螺旋度的本征值为S， S − 1，…， −S。这个粒子螺旋度的观测值则会自−S至+S取值。:12
对于无质量的自旋1/2粒子，螺旋度等于手征性算符乘以ħ/2。而对于有质量的粒子，不同的手征性态，例如弱相互作用中的情况，则分别具有正的与负的螺旋度分量，比例与粒子质量成正比。

## 小群
在3 + 1维度上，无质量粒子的小群为SE(2)的二重覆盖。其具有一种在SE(2)平动作用下不变，在SE(2)旋转θ后则会变为eihθ的酉表示。这就是螺旋度h表象。还有另一种酉表示在SE(2)平动后会发生非平凡变化。这就是“连续自旋”表象。
在d + 1维度上，对应的小群则为SE(d − 1)的二重覆盖。类似之前的情况，在这种情况中会存在不会在SE(d − 1)平动后发生变化的酉表示（“标准”表象）以及“连续自旋”表象。

## 延伸阅读
- Povh, B.; Lavelle, M.; Rith, K.; Scholz, C.; Zetsche, F.  6th. Berlin: Springer. 2008. ISBN 9783540793687 （英语）.
- Schwartz, M. D. . . Cambridge: Cambridge University Press. 2014: 185–187. ISBN 9781107034730 （英语）.
- Taylor, J. . Davies, Paul  (编).  1st pbk. Cambridge, England: Cambridge University Press. 1992: 458–480. ISBN 9780521438315 （英语）.